# Debeljak
Debeljak est un village de la municipalité de Sukošan (Comitat de Zadar) en Croatie. Au recensement de 2011, le village comptait 919 habitants.